# Шапікіна Світлана Михайлівна
Світлана Михайлівна Шапікіна (1942 — ?) — українська радянська діячка, секретар Кіровоградського обласного комітету КПУ.

## Життєпис
Освіта вища. Член КПРС.
5 квітня 1985 — жовтень 1990 року — секретар Кіровоградського обласного комітету КПУ з питань ідеології.
Потім працювала на викладацькій роботі в Кіровоградському інституті сільськогосподарського машинобудування. Подальша доля невідома.

## Нагороди
- орден «Знак Пошани»
- ордени
- медалі